# Walter Anthony
Walter Anthony est un scénariste américain né le 13 février 1872 à Stockton, Californie (États-Unis), décédé le 1er mai 1945 à Hollywood (États-Unis).

## Filmographie
- 1924 : When a Man's a Man de Edward F. Cline
- 1924 : A Boy of Flanders
- 1927 : La Case de l'oncle Tom (Uncle Tom's Cabin) de Harry A. Pollard
- 1927 : L'Étrange Aventure du vagabond poète (The Beloved Rogue) d'Alan Crosland (intertitres)
- 1928 : 13 Washington Square réalisé par Melville W. Brown
- 1929 : Le Général Crack d'Alan Crosland
- 1930 : Golden Dawn
- 1930 : Old English
- 1930 : Scarlet Pages
- 1933 : Tarzan l’Intrépide (Tarzan the Fearless)
- 1940 : Unusual Occupations (court-métrage)
- 1940 : Popular Science (court-métrage)
- 1941 : Unusual Occupations (court-métrage)
- 1941 : Popular Science (court-métrage)
- 1942 : Unusual Occupations (court-métrage)
- 1942 : Popular Science (court-métrage)
- 1943 : Unusual Occupations (court-métrage)
- 1943 : Popular Science (court-métrage)
- 1944 : Unusual Occupations (court-métrage)
- 1944 : Popular Science (court-métrage)
- 1945 : Unusual Occupations (court-métrage)
- 1945 : Popular Science (court-métrage)